# Brian Dietzen
Brian Dietzen (ur. 14 listopada 1977 w Barrington, Illinois) – amerykański aktor. Najlepiej znany z roli Owena w Jak zostać gwiazdą i Jimmy'ego Palmer'a w Agentach NCIS.

## Filmografia

### Filmy fabularne
- 2009: Bez wyjścia (Nowhere to Hide) jako Sheldon Wilkes
- 2003: Justin i Kelly (From Justin to Kelly) jako Eddie

### Seriale TV
- 2003-: Agenci NCIS (Navy NCIS: Naval Criminal Investigative Service) jako Jimmy Palmer
- 2002: Jak zostać gwiazdą jako Owen (gościnnie)
- 2001-2006: One on One jako Goniec hotelowy (gościnnie)
- 2009: Znudzony na śmierć (Bored to Death) jako Emily (gościnnie)
- 2000-2004: Boston Public jako David Caplan (gościnnie)